# Urspråk

Stamträdsteorin i historisk lingvistik. Protospråken återfinns vid noderna.

Ett urspråk eller protospråk är inom stamträdsteorin i historisk lingvistik det gemensamma urspråket för en språkfamilj. En synonym som ibland förekommer är tyskans Ursprache.
Ofta är urspråket för en viss språkfamilj ej dokumenterat. I dessa fall kan urspråket emellertid rekonstrueras genom att jämföra de olika språken inom språkfamiljen med den så kallade komparativa metoden. Hur fullständig rekonstruktionen blir varierar, beroende på hur fullständiga bevisen från dotterspråken är och på kvaliteten och ansträngningen hos lingvisterna som jobbar med det. Några av de många odokumenterade proto-språken där rekonstruktion har använts är: urindoeuropeiska, ururaliska, urdravidiska, urgermanska och urkeltiska.
I andra fall är ett urspråk dokumenterat i texter. Till exempel är latin urspråket för den romanska språkfamiljen, som innehåller dotterspråken franska, italienska, spanska, portugisiska, rumänska med flera. Även urnordiskan finns sparsamt belagd i runor. Även om det inte finns några tidiga indoariska inskriptioner, så härstammar alla indoariska språk i dagens Indien från vediskan, som finns bevarad i texter.
Den förste att genomföra systematiska rekonstruktioner av odokumenterade urspråk var August Schleicher. Han gjorde detta för protoindoeuropeiskan år 1861.